# Sanremo Tennis Cup
La Sanremo Tennis Cup è un torneo professionistico di tennis che si gioca sulla terra rossa, fa parte dell'ATP Challenger Tour. Si disputa annualmente al Circolo Tennis Sanremo di Sanremo in Italia dal 2002. Il torneo fu dismesso nel 2010 e ripristinato nel 2022 sotto il nome Sanremo Challenger.

## Albo d'oro

### Singolare
| Anno       | Campione         | Finalista                | Punteggio        |
| ---------- | ---------------- | ------------------------ | ---------------- |
| 2023       | Luca Van Assche  | Juan Pablo Varillas      | 6–1, 6–3         |
| 2022       | Holger Rune      | Francesco Passaro        | 6–1, 2–6, 6–4    |
| 2021- 2011 | Non disputato    | Non disputato            | Non disputato    |
| 2010       | Gastón Gaudio    | Martín Vassallo Argüello | 7–5, 6–0         |
| 2009       | Kevin Anderson   | Blaž Kavčič              | 2–6, 6–2, 7–5    |
| 2008       | Diego Junqueira  | Máximo González          | 6–2, 6–4         |
| 2007       | Francesco Aldi   | Fabio Fognini            | 7–5, 6(4)–7, 6–4 |
| 2006       | Olivier Patience | Stefano Galvani          | 6–2, 4–6, 7–6(8) |
| 2005       | Novak Đoković    | Francesco Aldi           | 6–3, 7–6(4)      |
| 2004       | Potito Starace   | Peter Wessels            | 6–4, 6–4         |
| 2003       | Tomas Behrend    | Werner Eschauer          | 6–4, 6–2         |
| 2002       | Oliver Gross     | Renzo Furlan             | 6–4, 6–3         |

### Doppio
| Anno       | Campioni                                     | Finalisti                               | Punteggio        |
| ---------- | -------------------------------------------- | --------------------------------------- | ---------------- |
| 2023       | Victor Vlad Cornea Franko Škugor             | Nikola Ćaćić Marcelo Demoliner          | 6–2, 6–3         |
| 2022       | Geoffrey Blancaneaux Alexandre Müller        | Flavio Cobolli Matteo Gigante           | 4–6, 6–3, [11–9] |
| 2021- 2011 | Non disputato                                | Non disputato                           | Non disputato    |
| 2010       | Diego Junqueira Martín Vassallo Argüello     | Carlos Berlocq Sebastián Decoud         | 2–6, 6–4, [10–8] |
| 2009       | Jurij Ščukin Dmitrij Sitak                   | Daniele Bracciali Giancarlo Petrazzuolo | 6–4, 7–6(4)      |
| 2008       | Harel Levy Jim Thomas                        | Matthias Bachinger Daniel Brands        | 6–4, 6–4         |
| 2007       | Sanchai Ratiwatana Sonchat Ratiwatana        | Steve Darcis Stefan Wauters             | 7–6(3), 6–3      |
| 2006       | Julien Benneteau Nicolas Mahut               | Flavio Cipolla Francesco Piccari        | 6–4, 7–6(6)      |
| 2005       | Francesco Aldi Tomas Tenconi                 | Manuel Jorquera Dmitrij Tursunov        | 6–4, 6–3         |
| 2004       | Daniele Bracciali (3) Giorgio Galimberti (2) | Manuel Jorquera Diego Moyano            | 4–6, 7–6(6), 6–2 |
| 2003       | Daniele Bracciali (2) Amir Hadad             | Joan Balcells Juan Albert Viloca        | 6–2, 6–4         |
| 2002       | Daniele Bracciali (1) Giorgio Galimberti (1) | Cristian Brandi Renzo Furlan            | 6–3, 6–4         |